# وج آنتیلس
وج آنتیلس (انگلیسی: Wedge Antilles) یکی از شخصیت‌های جنگ ستارگان است.